# ちぇく田
ちぇく田（ちぇくた、1985年〈昭和60年〉12月22日 - ）は、日本のお笑いタレント、YouTuber。本名は吉田 翔（）。所属事務所は吉本興業（ - 2017年）を経て、現在はSMA NEET Project。NSC大阪校27期と同期扱い。

## 来歴
兵庫県神戸市出身。神戸市立下畑台小学校、神戸市立桃山台中学校を経て神戸市立須磨高等学校を卒業。大手前大学人文科学部史学科中退。
2005年4月にお笑い芸人として活動開始。大阪のインディーズライブに出演し、当時高校生だった粗品（霜降り明星）から「そのライブで一番面白くて、一番優しい」と尊敬を受けていた。粗品とは交友が長く、先輩芸人で唯一結婚式に招待された。
吉本興業大阪本社で活動後、2017年より上京。これまでに様々なコンビを結成しては解散を繰り返している。昴生（ミキ）と数ヶ月だけ「ペペロンチーノペロリンチョ」というコンビを組んだことがある。
2024年、「決戦!お笑い有楽城」で優勝。

## 人物
趣味は映画、読書、野球、人間観察。
特技は嘘のマジック、偽の名言作り、遠投。

## 芸風
主に漫談。

## 出演

### ラジオ番組
- MUSIClock with THE FIRST TIMES（interfm）[5]

### ネットラジオ
- ちぇく田のGERA NEXT（GERA放送局）